# Лучицкий сельсовет
Лучицкий сельсовет — административная единица на территории Петриковского района Гомельской области Республики Беларусь. Административный центр — деревня Лучицы.

## Состав
Лучицкий сельсовет включает 9 населённых пунктов:
- Беседы — деревня
- Деменка — деревня
- Копцевичи — деревня
- Кошевичи — деревня
- Красный — посёлок
- Лучицы — деревня
- Старина — деревня
- Филатовка — деревня
- Хвойня — деревня